# Backstreet Boys: Live in Concert Tour
Backstreet Boys: Live in Concert Tour foi a segunda turnê musical do grupo estadunidense Backstreet Boys, realizada em apoio tanto a seu álbum de estreia internacional homônimo de 1996 quanto a seu álbum de estreia estadunidense também homônimo de 1997. Com duração de dez meses, a turnê foi composta de sete partes em 122 concertos.  

## Atos de abertura
- Trey D. (7 de fevereiro–17 de março de 1997)
- Centory (7 de fevereiro–17 de março de 1997)
- Marcel Romanoff (7 de fevereiro–17 de março de 1997)
- LFO (7 de fevereiro–17 de março de 1997)
- Aaron Carter (22 de agosto–8 de setembro de 1997)
- Code 5 (27 de agosto de 1997)
- Lorenza (12 de dezembro de 1996; 22 de agosto–8 de setembro de 1997)
- Funky Diamonds  (6 de dezembro–24 de dezembro de 1996)

## Repertório
O repertório abaixo é representativo do concerto ocorrido em 4 de janeiro de 1997 em Toronto, Canadá, não correspondendo necessariamente aos outros concertos da turnê.
1. "Overture" (contém elementos de "Gangsta's Paradise")
2. "I Wanna Be with You"
3. "Let's Have a Party"
4. "Anywhere for You"
5. "If I Ever Fall in Love"
6. "Nobody but You" (apresentação solo de Kevin Richardson)
7. "Heaven" (apresentação solo de Nick Carter)
8. "How Deep Is Your Love" (apresentação de Brian Littrell e AJ McLean)
9. "The Most Beautiful Girl in the World" (apresentação solo de Howie Dorough)
10. "Boys Will Be Boys"
11. "I'll Never Break Your Heart"
12. "Quit Playing Games (with My Heart)"
13. "Super Bad" / "Get Up (I Feel Like Being a) Sex Machine"

Bis
1. "Don't Let the Sun Go Down on Me" (apresentação de Richardson e Carter)
2. "Get Down (You're the One for Me)"
3. "We've Got It Goin' On"

## Datas da turnê
| Data                     | Cidade            | País           | Local                                     |      |      |
| Ásia                     | Ásia              | Ásia           | Ásia                                      | Ásia | Ásia |
| ------------------------ | ----------------- | -------------- | ----------------------------------------- | ---- | ---- |
| 1 de novembro de 1996    | Tóquio            | Japão          | Shibuya Public Hall                       |      |      |
| 2 de novembro de 1996    | Tóquio            | Japão          | Shibuya Public Hall                       |      |      |
| 3 de novembro de 1996    | Osaka             | Japão          | Festival Hall                             |      |      |
| Europa                   |                   |                |                                           |      |      |
| 16 de novembro de 1996   | Newport           | Reino Unido    | Newport Centre                            |      |      |
| 17 de novembro de 1996   | Londres           | Reino Unido    | Hammersmith Apollo                        |      |      |
| 18 de novembro de 1996   | Brentwood         | Reino Unido    | Brentwood Leisure Centre                  |      |      |
| 19 de novembro de 1996   | Wolverhampton     | Reino Unido    | Wolverhampton Civic Hall                  |      |      |
| 20 de novembro de 1996   | Manchester        | Reino Unido    | Manchester Apollo                         |      |      |
| 21 de novembro de 1996   | Glasgow           | Reino Unido    | SECC Concert Hall 3                       |      |      |
| 23 de novembro de 1996   | Milton Keynes     | Reino Unido    | Sanctuary Music Arena                     |      |      |
| 24 de novembro de 1996   | Sheffield         | Reino Unido    | Sheffield City Hall                       |      |      |
| 25 de novembro de 1996   | Nottingham        | Reino Unido    | Nottingham Royal Concert Hall             |      |      |
| 26 de novembro de 1996   | Newcastle         | Reino Unido    | Newcastle City Hall                       |      |      |
| 28 de novembro de 1996   | Plymouth          | Reino Unido    | Plymouth Pavilions                        |      |      |
| 29 de novembro de 1996   | Bournemouth       | Reino Unido    | Pavilion Theatre                          |      |      |
| 30 de novembro de 1996   | Guildford         | Reino Unido    | Guildford Spectrum                        |      |      |
| 1 de dezembro de 1996    | Brighton          | Reino Unido    | Brighton Hippodrome                       |      |      |
| 4 de dezembro de 1996    | Estocolmo         | Suécia         | Solnahallen                               |      |      |
| 6 de dezembro de 1996    | Copenhague        | Dinamarca      | Vega                                      |      |      |
| 7 de dezembro de 1996[A] | Cologne           | Alemanha       | Kölner Sporthalle                         |      |      |
| 9 de dezembro de 1996    | The Hague         | Países Baixos  | Statenhal                                 |      |      |
| 10 de dezembro de 1996   | Groningen         | Países Baixos  | Martinihal                                |      |      |
| 11 de dezembro de 1996   | Leiden            | Países Baixos  | Groenoordhallen                           |      |      |
| 12 de dezembro de 1996   | Bielefeld         | Alemanha       | Seidensticker Halle                       |      |      |
| 13 de dezembro de 1996   | Oldenburg         | Alemanha       | Weser-Ems Halle                           |      |      |
| 14 de dezembro de 1996   | Herne             | Alemanha       | Gysenberghalle                            |      |      |
| 15 de dezembro de 1996   | Koblenz           | Alemanha       | Sporthalle Oberwerth                      |      |      |
| 17 de dezembro de 1996   | Suhl              | Alemanha       | Stadthalle der Freundschaft               |      |      |
| 18 de dezembro de 1996   | Landshut          | Alemanha       | Kongreßhalle                              |      |      |
| 19 de dezembro de 1996   | Viena             | Áustria        | Wiener Stadthalle                         |      |      |
| 20 de dezembro de 1996   | Zurique           | Suíça          | Hallenstadion                             |      |      |
| 21 de dezembro de 1996   | Heilbronn         | Alemanha       | Eissporthalle                             |      |      |
| América do Norte         |                   |                |                                           |      |      |
| 30 de dezembro de 1996   | Quebec            | Canadá         | Salle Louis Fréchette                     |      |      |
| 31 de dezembro de 1996   | Saguenay          | Canadá         | Auditorium Dufour                         |      |      |
| 1 de janeiro de 1997     | Sherbrooke        | Canadá         | Salle Maurice-O'Bready                    |      |      |
| 2 de janeiro de 1997     | Gatineau          | Canadá         | Théâtre du Casino                         |      |      |
| 3 de janeiro de 1997     | Montreal          | Canadá         | Spectrum de Montréal                      |      |      |
| 4 de janeiro de 1997     | Toronto           | Canadá         | The Warehouse                             |      |      |
| Ásia                     |                   |                |                                           |      |      |
| 1 de fevereiro de 1997   | Tel Aviv          | Israel         | Mann Auditorium                           |      |      |
| 2 de fevereiro de 1997   | Tel Aviv          | Israel         | Mann Auditorium                           |      |      |
| Europa                   |                   |                |                                           |      |      |
| 7 de fevereiro de 1997   | Brussels          | Bélgica        | Forest National                           |      |      |
| 8 de fevereiro de 1997   | Paris             | França         | Zénith de Paris                           |      |      |
| 10 de fevereiro de 1997  | Copenhagen        | Dinamarca      | K.B. Hallen                               |      |      |
| 11 de fevereiro de 1997  | Gothenburg        | Suécia         | Palladium                                 |      |      |
| 13 de fevereiro de 1997  | Oslo              | Noruega        | Sentrum Scene                             |      |      |
| 15 de fevereiro de 1997  | Estocolmo         | Suécia         | Cirkus                                    |      |      |
| 17 de fevereiro de 1997  | Leipzig           | Alemanha       | Leipziger Messehalle                      |      |      |
| 18 de fevereiro de 1997  | Hanover           | Alemanha       | Stadionsporthalle                         |      |      |
| 19 de fevereiro de 1997  | Nuremberg         | Alemanha       | Frankenhalle                              |      |      |
| 20 de fevereiro de 1997  | Mannheim          | Alemanha       | Mannheimer Maimarkthalle                  |      |      |
| 21 de fevereiro de 1997  | Saarbrücken       | Alemanha       | Saarlandhalle                             |      |      |
| 22 de fevereiro de 1997  | Kassel            | Alemanha       | Eissporthalle                             |      |      |
| 24 de fevereiro de 1997  | Frankfurt         | Alemanha       | Festhalle Frankfurt                       |      |      |
| 25 de fevereiro de 1997  | Cologne           | Alemanha       | Kölner Sporthalle                         |      |      |
| 26 de fevereiro de 1997  | Oberhausen        | Alemanha       | Arena Oberhausen                          |      |      |
| 27 de fevereiro de 1997  | Hamburgo          | Alemanha       | Alsterdorfer Sporthalle                   |      |      |
| 28 de fevereiro de 1997  | Kiel              | Alemanha       | Ostseehalle                               |      |      |
| 3 de março de 1997       | Rostock           | Alemanha       | Rostocker Stadthalle                      |      |      |
| 4 de março de 1997       | Berlim            | Alemanha       | Deutschlandhalle                          |      |      |
| 5 de março de 1997       | Chemnitz          | Alemanha       | Eissporthall                              |      |      |
| 6 de março de 1997       | Stuttgart         | Alemanha       | Hanns-Martin-Schleyer-Halle               |      |      |
| 7 de março de 1997       | Munique           | Alemanha       | Olympiahalle                              |      |      |
| 8 de março de 1997       | Bayreuth          | Alemanha       | Oberfrankenhalle                          |      |      |
| 13 de março de 1997      | Madri             | Espanha        | Palacio de Deportes                       |      |      |
| 14 de março de 1997      | Barcelona         | Espanha        | Palau dels Esports de Barcelona           |      |      |
| 16 de março de 1997      | Roma              | Itália         | Palazzo dello Sport                       |      |      |
| 17 de março de 1997      | Bolonha           | Itália         | PalaMalaguti                              |      |      |
| América do Norte         |                   |                |                                           |      |      |
| 19 de março de 1997      | Montreal          | Canadá         | Molson Centre                             |      |      |
| 20 de março de 1997      | Montreal          | Canadá         | Molson Centre                             |      |      |
| 21 de março de 1997      | Montreal          | Canadá         | Molson Centre                             |      |      |
| 22 de março de 1997      | Quebec            | Canadá         | Colisée de Québec                         |      |      |
| 23 de março de 1997      | Saguenay          | Canadá         | Colisée de Chicoutimi                     |      |      |
| 24 de março de 1997      | Saguenay          | Canadá         | Colisée de Chicoutimi                     |      |      |
| 26 de março de 1997      | Rimouski          | Canadá         | Colisée de Rimouski                       |      |      |
| 27 de março de 1997      | Ottawa            | Canadá         | WordPerfect Theatre                       |      |      |
| 28 de março de 1997      | Ottawa            | Canadá         | WordPerfect Theatre                       |      |      |
| 29 de março de 1997      | Toronto           | Canadá         | Maple Leaf Gardens                        |      |      |
| 30 de março de 1997      | Winnipeg          | Canadá         | WCC Plenary Hall                          |      |      |
| 1 de abril de 1997       | Edmonton          | Canadá         | ECC Assembly Hall                         |      |      |
| 2 de abril de 1997       | Calgary           | Canadá         | Max Bell Centre                           |      |      |
| 5 de abril de 1997       | Vancouver         | Canadá         | Pontiac Theatre                           |      |      |
| Europa                   |                   |                |                                           |      |      |
| 10 de junho de 1997      | Budapeste         | Hungria        | Sportcsarnok                              |      |      |
| 11 de junho de 1997      | Bratislava        | Eslováquia     | Inter hala Pasienky                       |      |      |
| 12 de junho de 1997      | Praga             | Chéquia        | Sportovní hala                            |      |      |
| 13 de junho de 1997      | Katowice          | Polónia        | Spodek                                    |      |      |
| 14 de junho de 1997      | Poznań            | Polónia        | Hala Arena                                |      |      |
| 15 de junho de 1997      | Szczecin          | Polónia        | Hala Miejska                              |      |      |
| 18 de junho de 1997      | Estocolmo         | Suécia         | Johanneshovs Isstadion                    |      |      |
| 19 de junho de 1997      | Copenhage         | Dinamarca      | Forum Copenhagen                          |      |      |
| 21 de junho de 1997      | Sheffield         | Inglaterra     | Sheffield Arena                           |      |      |
| 22 de junho de 1997      | Manchester        | Inglaterra     | Greater Manchester Exhibition Centre      |      |      |
| 23 de junho de 1997      | Newcastle         | Inglaterra     | Telewest Arena                            |      |      |
| 24 de junho de 1997      | Glasgow           | Escócia        | SECC Concert Hall 4                       |      |      |
| 25 de junho de 1997      | Birmingham        | Inglaterra     | EC Arena                                  |      |      |
| 26 de junho de 1997      | Londres           | Inglaterra     | Wembley Arena                             |      |      |
| 28 de junho de 1997      | Maastricht        | Países Baixos  | Maastrichts Expositie en Congres Centrum  |      |      |
| 29 de junho de 1997      | Utrecht           | Países Baixos  | Jaarbeurs                                 |      |      |
| 30 de junho de 1997      | Utrecht           | Países Baixos  | Jaarbeurs                                 |      |      |
| 5 de julho de 1997       | Kockelscheuer     | Luxemburgo     | Eisstadion Patinoire                      |      |      |
| 6 de julho de 1997       | Kockelscheuer     | Luxemburgo     | Eisstadion Patinoire                      |      |      |
| 7 de julho de 1997       | Kockelscheuer     | Luxemburgo     | Eisstadion Patinoire                      |      |      |
| 22 de agosto de 1997     | Hanover           | Alemanha       | Kleine Bult                               |      |      |
| 23 de agosto de 1997     | Hamburg           | Alemanha       | Trabrennbahn Bahrenfeld                   |      |      |
| 24 de agosto de 1997     | Berlim            | Alemanha       | Waldbühne                                 |      |      |
| 25 de agosto de 1997     | Berlim            | Alemanha       | Waldbühne                                 |      |      |
| 27 de agosto de 1997     | Winterthur        | Suíça          | Stadion Schützenwiese                     |      |      |
| 29 de agosto de 1997     | Schweinfurt       | Alemanha       | Willy-Sachs-Stadion                       |      |      |
| 30 de agosto de 1997     | Herne             | Alemanha       | Stadion am Schloss Strünkede              |      |      |
| 31 de agosto de 1997     | Sankt Goarshausen | Alemanha       | Freilichtbühne Loreley                    |      |      |
| 3 de setembro de 1997    | Chemnitz          | Alemanha       | Sportforum Chemnitz                       |      |      |
| 4 de setembro de 1997    | Neu-Isenburg      | Alemanha       | Sportparkstadion                          |      |      |
| 5 de setembro de 1997    | Heilbronn         | Alemanha       | Frankenstadion                            |      |      |
| 7 de setembro de 1997    | Salzburg          | Áustria        | Salzburgring                              |      |      |
| 8 de setembro de 1997    | Viena             | Áustria        | Donauinsel                                |      |      |
| América do Norte         |                   |                |                                           |      |      |
| 21 de setembro de 1997   | Kissimmee         | Estados Unidos | Tupperware Center Theatre                 |      |      |
| 23 de setembro de 1997   | Filadélfia        | Estados Unidos | Electric Factory                          |      |      |
| 24 de setembro de 1997   | Wilkes-Barre      | Estados Unidos | F.M. Kirby Center for the Performing Arts |      |      |
| 25 de setembro de 1997   | Buffalo           | Estados Unidos | Shea's Performing Arts Center             |      |      |
| 27 de setembro de 1997   | Chicago           | Estados Unidos | The Vic Theatre                           |      |      |
| 28 de setembro de 1997   | Royal Oak         | Estados Unidos | Royal Oak Music Theatre                   |      |      |
| 29 de setembro de 1997   | Lakewood          | Estados Unidos | Lakewood Civic Auditorium                 |      |      |
| 30 de setembro de 1997   | Nova Iorque       | Estados Unidos | Hammerstein Ballroom                      |      |      |

Festivais e outros concertos diversos
A  Este concerto faz parte do Junior Jeopardy XMas Party
Cancelamentos e concertos remarcados
| 17 de novembro de 1996 | Londres, Inglaterra  | Brixton Academy            | Movida para o Hammersmith Apollo  |
| 21 de novembro de 1996 | Glasgow, Escócia     | Glasgow Royal Concert Hall | Movido para o SECC Concert Hall 3 |
| 1 de dezembro de 1996  | Brighton, Inglaterra | Brighton Dome              | Movido para o Brighton Hippodrome |
| 4 de janeiro de 1997   | Toronto, Canadá      | Massey Hall                | Movido para The Warehouse         |
| 7 de setembro de 1997  | Salzburg, Áustria    | Residenzplatz              | Movido para Salzburgring          |
| 8 de setembro de 1997  | Viena, Áustria       | Messegelände Wien          | Movido para Donauinsel            |